# Капітоновка (Казахстан)
Капіто́новка (каз. Капитоновка) — село у складі Буландинського району Акмолинської області Казахстану. Адміністративний центр Капітоновського сільського округу.
Населення — 819 осіб (2021; 983 у 2009, 1262 у 1999, 1807 у 1989).
Національний склад станом на 1989 рік:
- росіяни — 50 %;
- німці — 25 %.